# جون فولتون
جون فولتون (31 مارس 1849 في الهند - 11 نوفمبر 1908) (بالإنجليزية: John Fulton)‏ هو لاعب كريكت نيوزلندي.

## وصلات خارجية
- جون فولتون على موقع إي آس بي آن كريك إنفو (الإنجليزية)